# Сухар (техніка)
Сухар — назва деяких допоміжних проміжних деталей в механізмах і вузлах машин.
У сухарному з'єднанні на зовнішній поверхні однієї деталі є два (або більше) виступи (різної форми), а в іншої деталі — внутрішній кільцевий (або іншої форми) паз з прорізами (по числу виступів першої деталі) до її торця.
При з'єднанні цих деталей виступи проходять через прорізи в паз.